# Kościół Świętego Michała Archanioła w Kownie
Kościół Świętego Michała Archanioła  (lit. "Šv. arkangelo Mykolo bažnyčia", zwany również Garnizonowym - "Įgulos bažnyčia") – dawny kowieński sobór prawosławny zbudowany w 1893 roku, w Litwie międzywojennej kościół garnizonowy, a po 1991 roku siedziba parafii rzymskokatolickiej. 

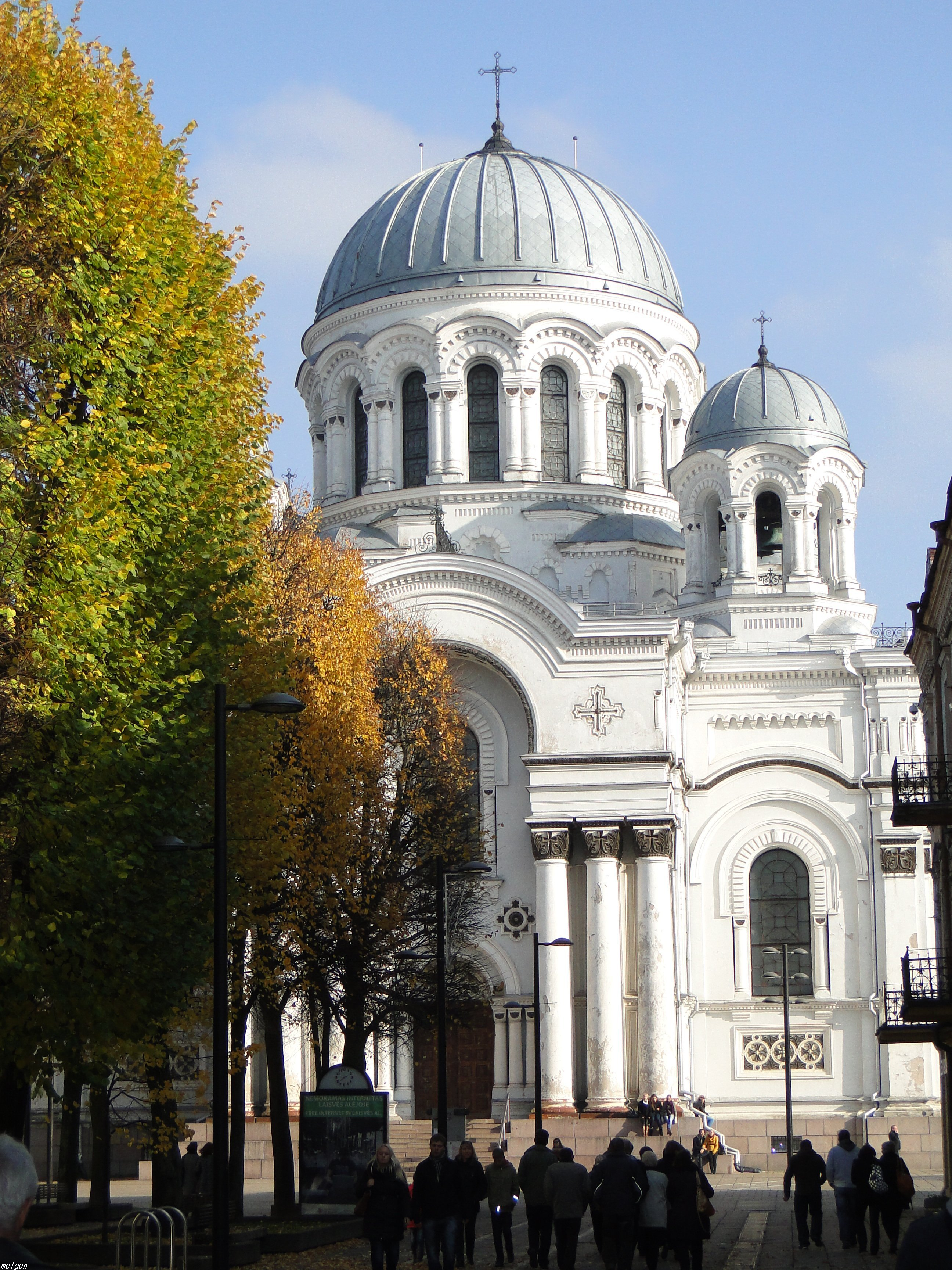

Kowieński sobór (lit. Kauno Soboras) wzniesiono na Nowym Mieście w stylu neobizantyjskim według projektu Konstantina Limarenki (1891–93) przy współpracy D. Grimma. Został pomyślany jako budynek zamykający perspektywę Prospektu Aleksandryjskiego w Kownie (ob. Aleja Wolności, Laisvės alėja), do dziś dominuje w zabudowie dzielnicy Nowe Miasto w Kownie, co miało podkreślać dominację kultury bizantyńskiej w tej części Europy. Wnętrze obiektu zdobiła polichromia wykonana przez zespół malarzy przybyłych z Petersburga.
Od 1919 budynek był użytkowany jako garnizonowy kościół katolicki. W 1960 został zamknięty dla celów kultowych, zaś pięć lat później zamieniony na galerię sztuki. Po odzyskaniu przez Litwę niepodległości w 1991 roku został zwrócony parafii rzymskokatolickiej.
Budowla wzniesiona jest na planie kwadratu, z wysuniętym przedsionkiem i półkolistą absydą. Całość wieńczy pięć kopuł położonych na wielobocznych bębnach. Trzy wejścia do świątyni (główne i dwa boczne) dekorowane są portykami i łukami. Boczne fasady obiektu zdobią rzędy pilastrów, lizeny, gzymsy oraz płaskorzeźby z motywami geometrycznymi.

## Galeria

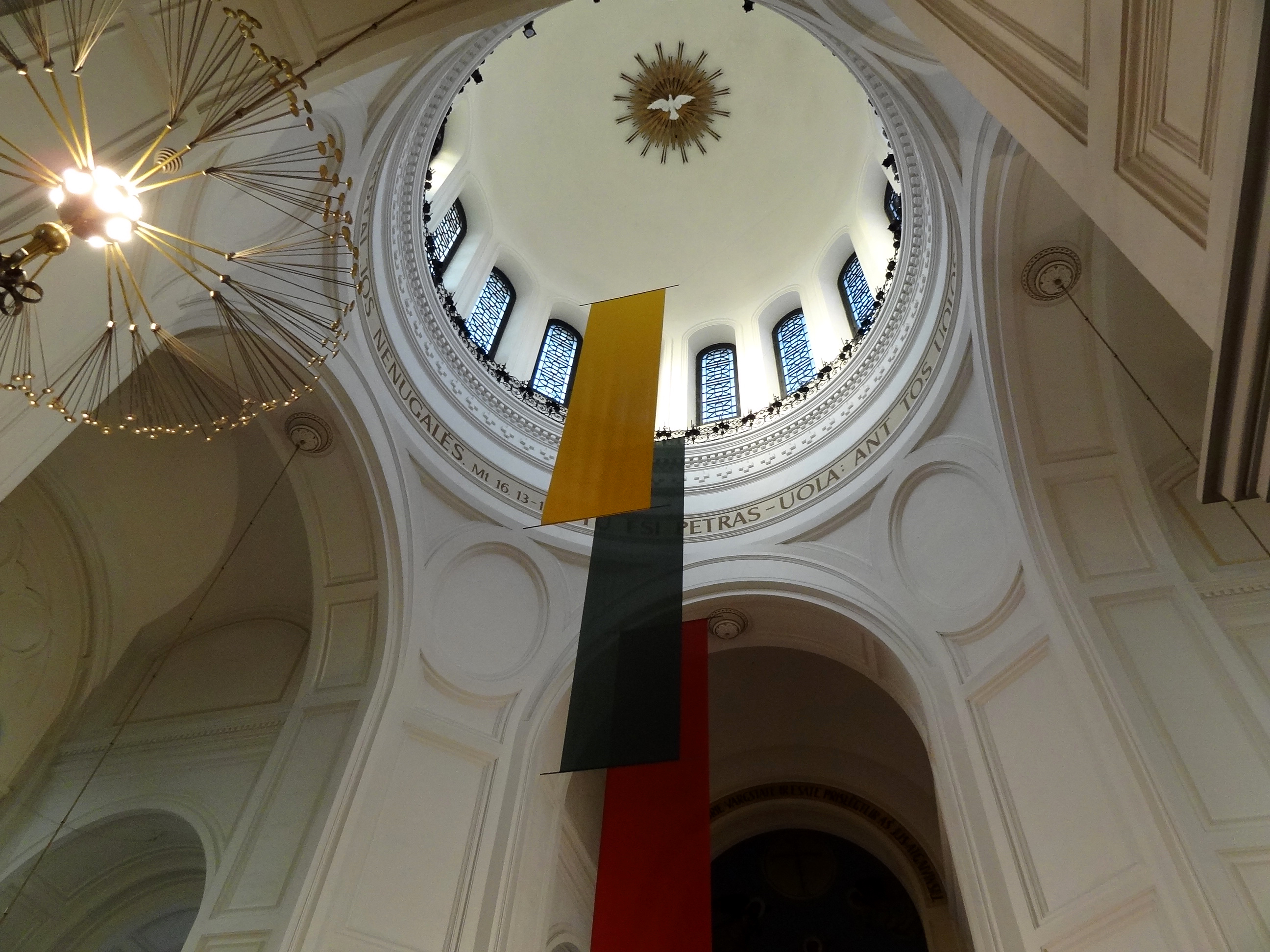
Kopuła od środka oraz flaga Litwy rozszczepiona na trzy monochromatyczne flagi
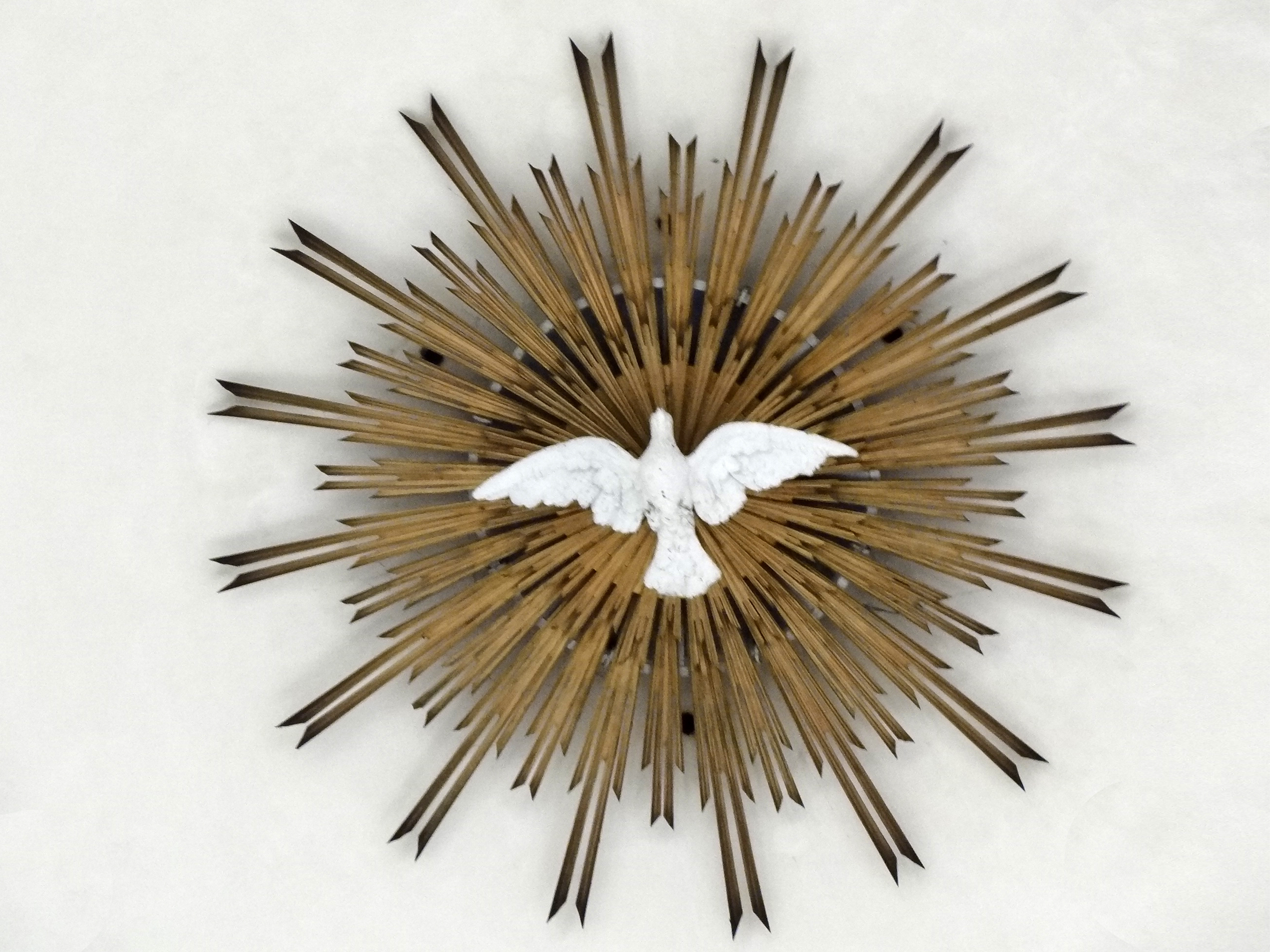
Zwornik z gołębiem symbolizującym Ducha świętego oraz promieniami symbolizującymi Jezusa
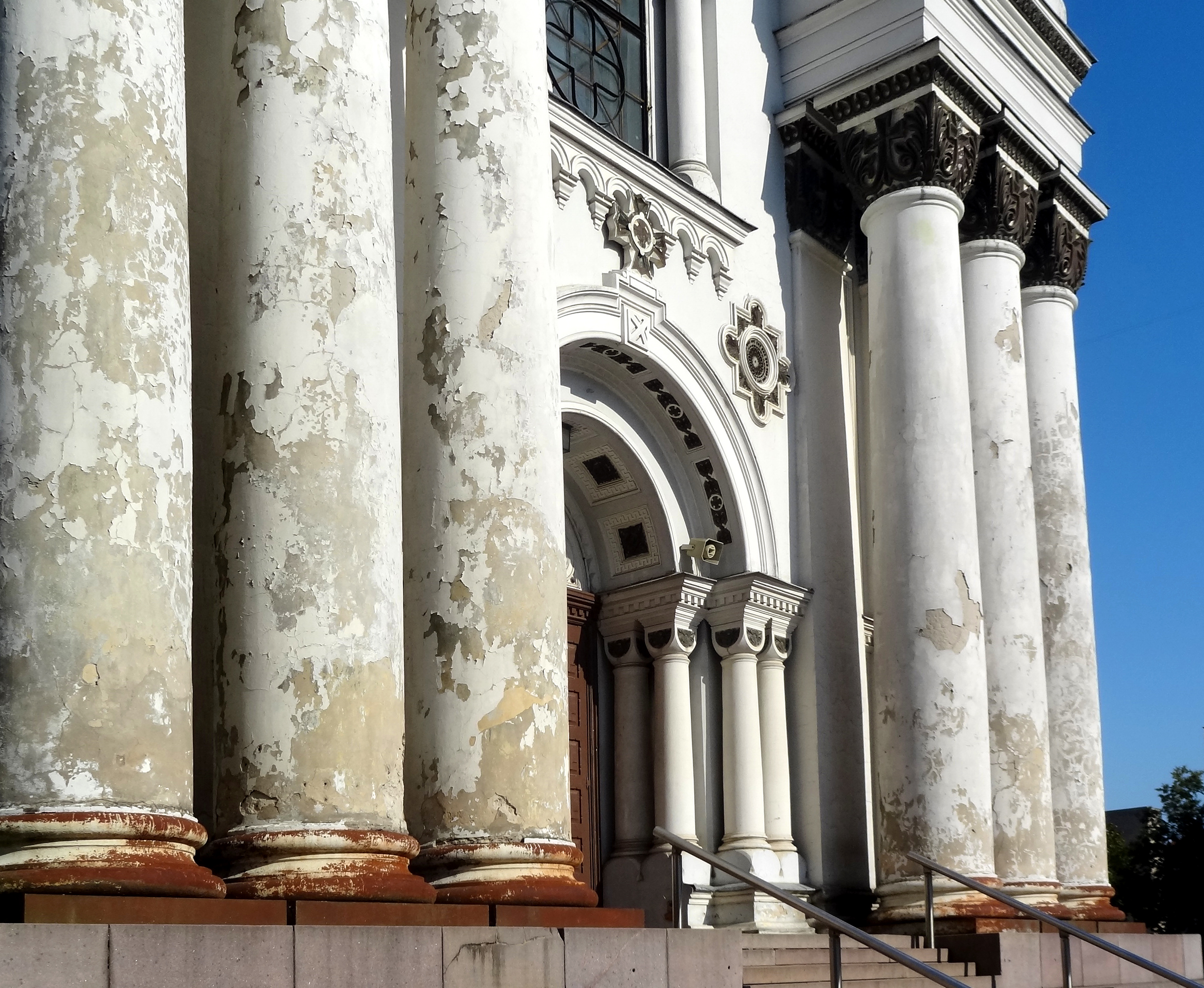
Kolumny fasady z odpadającą farbą
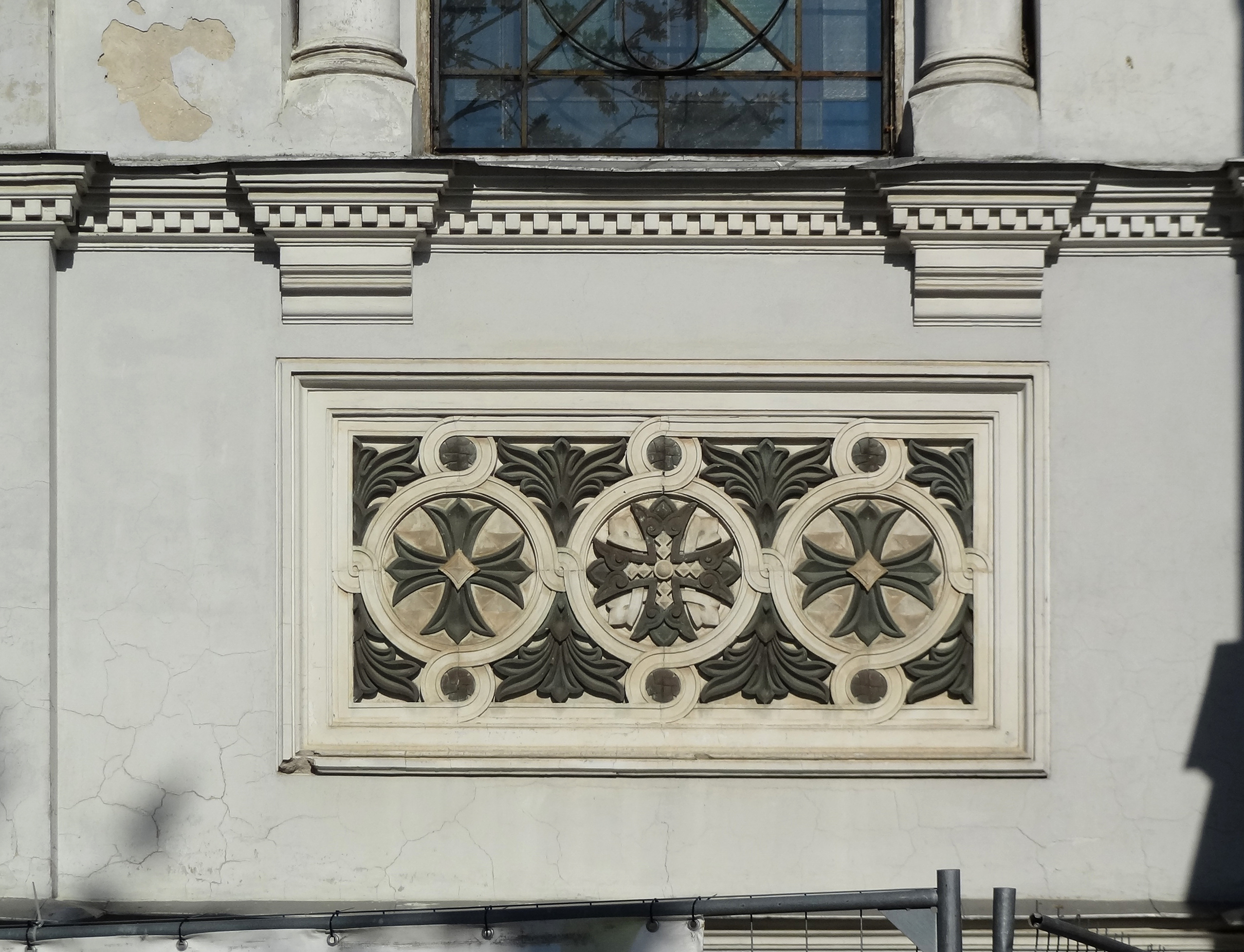
Jeden z reliefów fasady